# Laelia stigmatica
Laelia stigmatica är en fjärilsart som beskrevs av Holland 1893. Laelia stigmatica ingår i släktet Laelia och familjen tofsspinnare. Inga underarter finns listade i Catalogue of Life.